# Louis Achille Othello Bayard
Pour les articles homonymes, voir Bayard.
Louis Achille Othello Bayard, né le 2 septembre 1885 aux Cayes et mort le 19 juillet 1971 dans la même ville, est un musicien, violoniste et poète haïtien, compositeur de la chanson patriotique Haïti chérie.

## Biographie
Othello Bayard est né en 1885 dans la ville des Cayes.
En 1925, Othello Bayard compose Souvenir d’Haïti, poème qu'il met en musique et qui deviendra le second hymne patriotique haïtien sous le nom de Haïti chérie après l'hymne national, La Dessalinienne.
Il rédige son poème en créole haïtien comme commençaient à le faire également d'autres poètes haïtiens à cette époque là, en résistance face à une certaine élite haïtienne francophone qui collaborait avec l'occupant américain qui venait de débarquer à Haïti en 1915 pour une longue occupation du pays jusqu'en 1934. La langue créole permet ce retour vers l'indigénisme et les origines africaines de la population dont les aïeux furent des esclaves.
Au début du XXIe siècle est inaugurée une école de musique aux Cayes qui porte le nom de ce poète et musicien, l'institut Othello Bayard, situé rue Duvivier, Les Cayes. Cette école de musique manque cruellement de moyens financiers et survit grâce à l'aide et aux dons de tout donateur. 